# Ronde van de Toekomst 1979
De Ronde van de Toekomst 1979 (Frans: Tour de l'Avenir 1979) werd gehouden van 3 tot en met 16 september in Frankrijk.
Er werd uitsluitend in het oosten en zuidoosten van Frankrijk gekoerst; de start vond plaats in Divonne-les-Bains in het departement Ain en de finish was eveneens in Divonne-les-Bains. Onderweg werd nogmaals Divonne-les-Bains aangedaan. Het eerste deel was voornamelijk een heuvelachtig parcours, de laatste etappes gingen over bergachtig terrein. Deze ronde bestond uit een proloog en twaalf etappes waarvan twee etappes in twee delen op één dag werden gereden. De tweede etappe deel 2 was een ploegentijdrit, de vijfde deel 2 een individuele tijdrit. De elfde september was een rustdag.

## Bijzonderheden
- Aan deze ronde deden uitsluitend landenploegen mee.
- In deze ronde werden alle klassementen gewonnen door de renners van de Sovjet-Unie.
- De winnaar van deze editie, de Sovjetrus Sergej Soechoroetsjenkov, werd in het voorgaande jaar 1978 eveneens winnaar van het eindklassement. Zijn tweede overwinning betekende dat hij de enige renner is die de Tour de l’Avenir tweemaal op zijn naam wist te schrijven.
- De Belgische renner Ronny Claes moest in de negende etappe na een val in de afdaling van de Cormet-de-Roselend naar het ziekenhuis worden vervoerd met een beschadiging van de wervelkolom. Ondanks deze val kon hij zijn wielerloopbaan toch een vervolg geven.

## Etappe-overzicht
| etappe         | datum        | start                      | finish                      | afstand  | winnaar                  | klassementsleider        |
| -------------- | ------------ | -------------------------- | --------------------------- | -------- | ------------------------ | ------------------------ |
| proloog        | 3 september  | Divonne-les-Bains          | Divonne-les-Bains           | 4,2 km   | Jan Bogaert              | Jan Bogaert              |
| 1e             | 4 september  | Divonne-les-Bains          | Dole                        | 166 km   | Jean-François Rodriguez  | Jan Bogaert              |
| 2e (pt)        | 5 september  | Dole                       | Chalon-sur-Saone            | 73,6 km  | Sovjet-Unie              | Joeri Katsjirin          |
| 3e             | 6 september  | Chalon-sur-Saone           | Villié-Morgon               | 147,5 km | Aleksander Averin        | Sajid Goessainov         |
| 4e             | 7 september  | Villié-Morgon              | Saint-Étienne               | 176,5 km | Ronny Claes              | Sajid Goessainov         |
| 5e deel 1      | 8 september  | Saint-Étienne              | Saint-Trivier-sur-Moignans  | 109 km   | Leo Karner               | Sajid Goessainov         |
| 5e deel 2 (it) | 8 september  | Ouroux                     | Saint-Trivier-sur-Moignans  | 22 km    | Régis Clère              | Sergej Soechoroetsjenkov |
| 6e             | 9 september  | Saint-Trivier-sur-Moignans | Divonne-les-Bains           | 23,5 km  | Sergej Soechoroetsjenkov | Sergej Soechoroetsjenkov |
| 7e             | 11 september | Divonne-les-Bains          | Divonne-les-Bains           | 135 km   | Jean Brzezny             | Sergej Soechoroetsjenkov |
| 8e             | 12 september | Divonne-les-Bains          | Aix-les-Bains (Mont Revard) | 149 km   | Sergej Morozov           | Sergej Soechoroetsjenkov |
| 9e             | 13 september | Aix-les-Bains              | Val-d'Isère                 | 133,5 km | Joeri Katsjarin          | Sergej Soechoroetsjenkov |
| 10e            | 14 september | Val-d'Isère                | Saint-Gervais-les-Bains     | 121 km   | Alain Vidalie            | Sergej Soechoroetsjenkov |
| 11e            | 15 september | Saint-Gervais-les-Bains    | Morzine-Grand Colombier     | 89,5 km  | Pedro Delgado            | Sergej Soechoroetsjenkov |
| 12e deel 1     | 16 september | Champagne                  | Ville-la-Grand              | 63,5 km  | Joeri Petrov             | Sergej Soechoroetsjenkov |
| 12e deel 2     | 16 september | Puplinge (SW)              | Divonne-les-Bains           | 48 km    | Peter Muckenhuber        | Sergej Soechoroetsjenkov |

## Eindklassementen

### Algemeen klassement
| rang | renner                   | land        | tijd        |
| ---- | ------------------------ | ----------- | ----------- |
| 1    | Sergej Soechoroetsjenkov | Sovjet-Unie | 43u 53' 14" |
| 2    | Sajid Goessainov         | Sovjet-Unie | op 4' 39"   |
| 3    | Jostein Wilmann          | Noorwegen   | op 8' 58"   |
| 4    | Segej Morozov            | Sovjet-Unie | op 9' 34"   |
| 5    | Jan Krawczyk             | Polen       | op 10' 50"  |
| 6    | Joeri Katsjirin          | Sovjet-Unie | op 11' 22"  |
| 7    | Walter Clivati           | Italië      | op 12' 24"  |
| 8    | Jan Nevens               | België      | op 13' 48"  |
| 9    | Czeslaw Lang             | Polen       | op 14' 39"  |
| 10   | Alain Vidalie            | Frankrijk   | op 15' 50"  |

### Puntenklassement
| rang | renner            | land        | tijd |
| ---- | ----------------- | ----------- | ---- |
| 1    | Aleksander Averin | Sovjet-Unie | p    |

### Bergklassement
| rang | renner         | land        | tijd |
| ---- | -------------- | ----------- | ---- |
| 1    | Sergej Morozov | Sovjet-Unie | p    |